# 1375

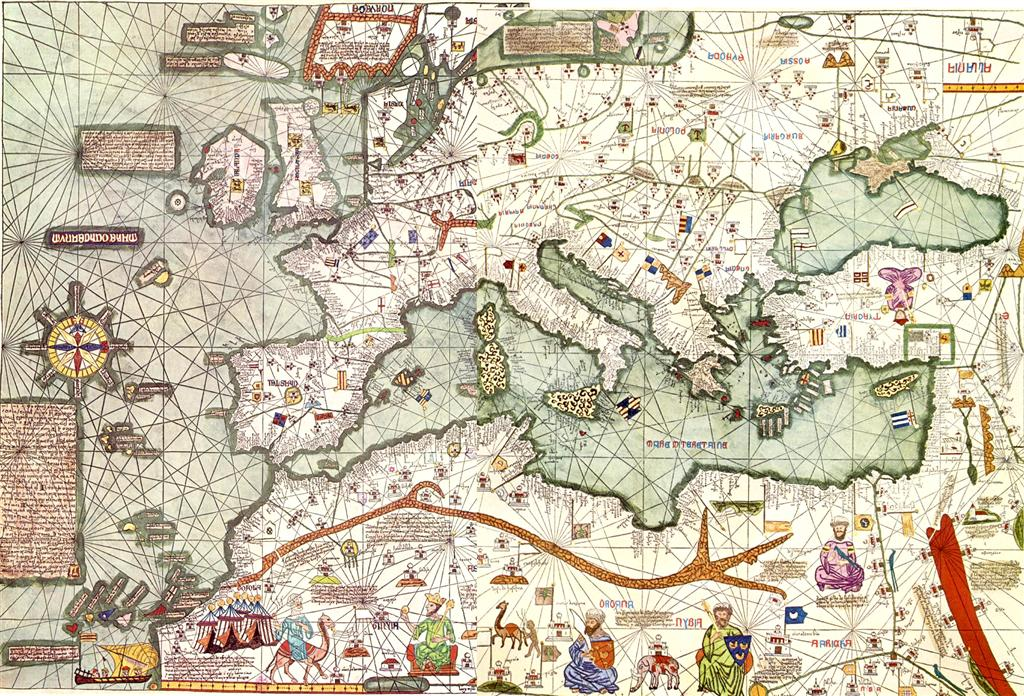
Kaart van Europa uit de Catalaanse Atlas

Het jaar 1375 is het 75e jaar in de 14e eeuw volgens de christelijke jaartelling.

## Gebeurtenissen
- 27 mei - De latere Karel III van Navarra trouwt met Eleonora van Castilië.
- 27 juni - Verdrag van Brugge: Wapenstilstand van een jaar in de Honderdjarige Oorlog. Karel V van Frankrijk behoudt zijn veroverde gebieden, waaronder het grootste deel van Bretagne.
- 10 oktober, 13 november - Tweemaal worden diverse delen van de Nederlanden door een stormvloed getroffen. De Braakman ontstaat en de Westerschelde wordt vergroot. Diverse dorpen, zoals Elmare en Oostmanskerke, verdwijnen. (Zie Stormvloed van 1375.)
- Cilicisch Armenië onder Leo VI valt en wordt veroverd door de Mamelukken.
- De Oorlog van de Twee Peters tussen Aragon en Castilië wordt beëindigd met een vredesverdrag. Ter bezegeling is er een huwelijk tussen kroonprins Johan van Castilië en Eleonora van Aragón.
- Gugleroorlog: Engelram VII van Coucy valt gebieden ten oosten van Frankrijk, in het bijzonder Zwitserland, binnen.
  - 26 december: Bij de abdij van Fraubrunnen verjaagt een militie uit Bern ingekwartierde troepen van Engelram.
- Stichtse Landbrief: De bisschop van Utrecht moet een deel van zijn macht opgeven aan de geestelijken en edelen van het Nedersticht.
- De stad Kostroma wordt geplunderd en verwoest door oesjkoejniks, en wordt elders opnieuw opgebouwd.
- Borculo ontvangt stadsrechten.
- Reimerswaal ontvangt stadsrechten.
- Albrecht III van Oostenrijk trouwt met Beatrix van Neurenberg.

## Kunst en literatuur
- Abraham en Jehoeda Cresques: Catalaanse Atlas
- John Barbour: The Brus (jaartal bij benadering)

## Opvolging
- Azteken: Tenoch opgevolgd door Acamapichtli
- Neder-Beieren: Stefanus II opgevolgd door zijn zoons Stefanus III, Frederik en Johan II
- Denemarken: Waldemar IV opgevolgd door zijn kleinzoon Olaf II
- Majorca (titulair): Jacobus IV opgevolgd door zijn zuster Isabella
- Moravië: Jan Hendrik van Luxemburg opgevolgd door zijn zoon Jobst
- Sleeswijk: Hendrik opgevolgd door de broers Hendrik II en Nicolaas van Holstein
- Strehlitz: Albrecht opgevolgd door zijn neef Bolko III van Opole

## Afbeeldingen

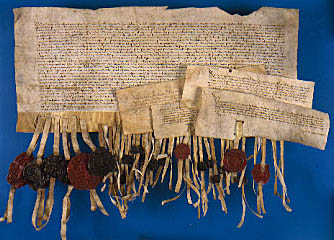
Stichtse Landbrief
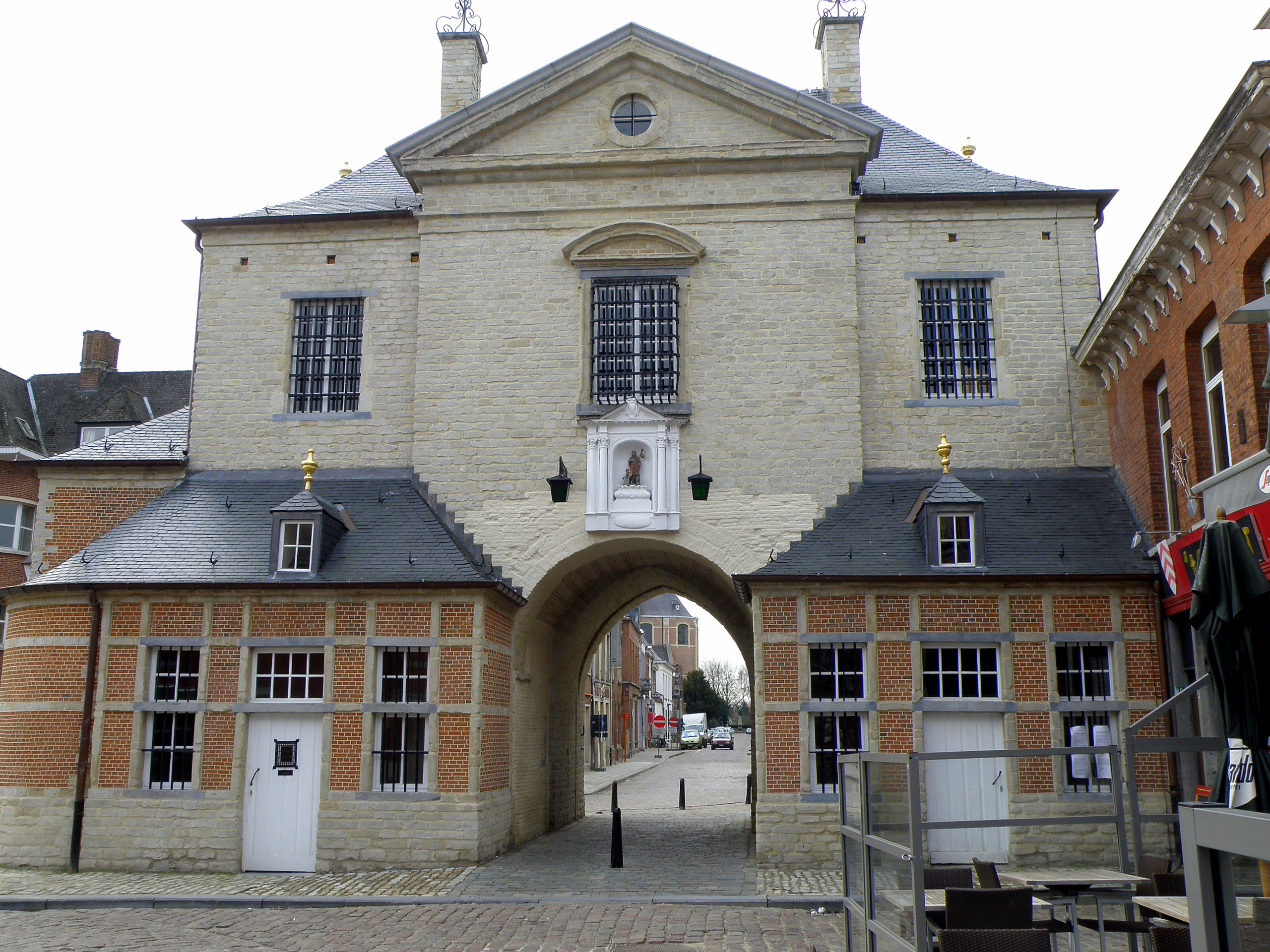
Gevangenenpoort, Lier (1375)
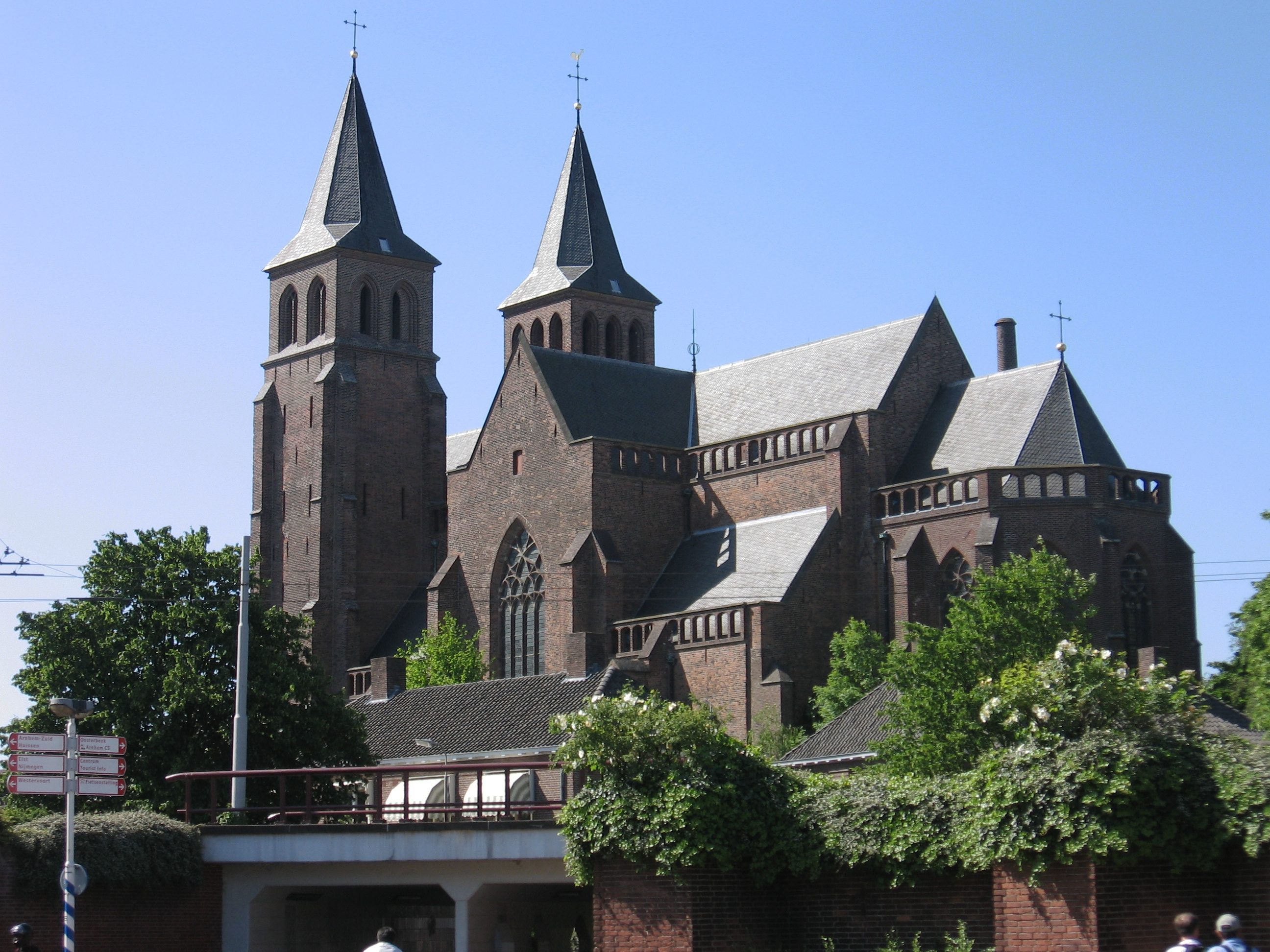
Sint-Walburgiskerk, Arnhem (ca. 1375)

Gevangenenpoort (Lier)

## Geboren
- Antoon van Vergy, Bourgondisch edelman
- Jan I van Brosse, Frans edelman
- Richard van Conisburgh, Engels edelman
- Shalu Lochen Legpa Gyaltsen, Tibetaans geestelijk leiderd
- Willem III van Beieren, Duits edelman
- Arnold Gheyloven, Nederlands theoloog (jaartal bij benadering)
- Hendrik I van Wittem, Brabants edelman (jaartal bij benadering)
- Henry Beaufort, bisschop van Winchester (jaartal bij benadering)
- Jan II Keldermans, Brabants architect (jaartal bij benadering)
- Jacob van Gerines, Brabants koperslager (jaartal bij benadering)

## Overleden
- 21 april - Elisabeth van Meißen (45), Duits edelvrouw
- 15 augustus - Zweder II van Montfoort (~45), Nederlands edelman
- 1 september - Filips van Orléans (39), Frans prins
- 24 oktober - Waldemar IV (54), koning van Denemarken (1340-1375)
- 11 november - Edward le Despencer (~40), Engels edelman
- 12 november - Jan Hendrik van Luxemburg (53), graaf van Tirol en markgraaf van Moravië
- 21 december - Giovanni Boccaccio (62), Italiaans dichter
- Albrecht van Strehlitz, Pools edelman
- ibn al-Shatir (~71), Arabisch astronoom
- Sönam Gyaltsen (~63), Tibetaans geestelijk leider
- Stefanus II (~56), hertog van Neder-Beieren
- Walter Paveley (~56), Engels ridder